# Organización territorial de Laos
La República Democrática Popular Lao se divide en 16 provincias (kang), un municipio (nakon del kumpang) y una “zona especial” (khetphiset) hasta el 2006 (año en que fue disuelta). A su vez, las provincias y el municipio y la "zona especial" se dividen en distritos (muang) y aldeas (baan). 
La capital se encuentra en la prefectura de Vientián, que a su vez está ubicada en la provincia del mismo nombre. 

## Desde el año 2006
La actual organización territorial es la siguiente

| N.º | Subdivisiones              | Capital                                    | Área (km²) | Población (2015) |
| --- | -------------------------- | ------------------------------------------ | ---------- | ---------------- |
| 1   | Provincia de Attapeu       | Attapeu (Samakkhixay District)             | 10,320     | 139,628          |
| 2   | Provincia de Bokeo         | Houayxay (Houayxay District)               | 6,196      | 179,243          |
| 3   | Provincia de Bolikhamxai   | Pakxan (Pakxan District)                   | 14,863     | 273,691          |
| 4   | Provincia de Champasak     | Pakse (Pakse District)                     | 15,415     | 694,023          |
| 5   | Provincia de Houaphan      | Xam Neua (Xam Neua District)               | 16,500     | 289,393          |
| 6   | Provincia de Khammouan     | Thakhek (Thakhek District)                 | 16,315     | 392,052          |
| 7   | Provincia de Luang Namtha  | Luang Namtha (Namtha District)             | 9,325      | 175,753          |
| 8   | Provincia de Luang Prabang | Luang Prabang (Luang Prabang District)     | 16,875     | 431,889          |
| 9   | Provincia de Oudomxai      | Muang Xay (Xay District)                   | 15,370     | 307,622          |
| 10  | Provincia de Phongsali     | Phongsali (Phongsaly District)             | 16,270     | 177,989          |
| 11  | Provincia de Sainyabuli    | Sainyabuli (Xayabury District)             | 16,389     | 381,376          |
| 12  | Provincia de Salavan       | Salavan (Salavan District)                 | 10,691     | 396,942          |
| 13  | Provincia de Savannakhet   | Kaysone Phomvihane (Khanthaboury District) | 21,774     | 969,697          |
| 14  | Provincia de Sekong        | Sekong (La Mam District)                   | 7,665      | 83,600           |
| 15  | Prefectura de Vientián     | Vientián (Chanthabouly District)           | 3,920      | 820,940          |
| 16  | Provincia de Vientián      | Phonhong (Phonhong District)               | 15,927     | 419,090          |
| 17  | Provincia de Xiangkhoang   | Phonsavan (Pek District)                   | 15,880     | 244,684          |
| 18  | Provincia de Xaisomboun    | Anouvong (Anouvong District)               | 8,300      | 85,168           |

## Hasta el año 2006

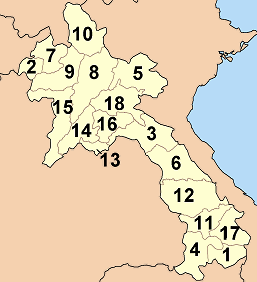
Provincias laosianas hasta 2006.

La división subnacional de Laos anterior al año 2006 comprendía los siguientes territorios:
1. Provincia de Attapeu
2. Provincia de Bokeo
3. Provincia de Bolikhamxai
4. Provincia de Champasak
5. Provincia de Houaphan
6. Provincia de Khammouan
7. Provincia de Luang Namtha
8. Provincia de Luang Prabang
9. Provincia de Oudomxai
10. Provincia de Phongsali
11. Provincia de Salavan
12. Provincia de Savannakhet
13. Prefectura de Vientián
14. Provincia de Vientián
15. Provincia de Sainyabuli
16. Xaisomboun (Zona Especial disuelta el 13 de enero de 2006.)
17. Provincia de Sekong
18. Provincia de Xiangkhoang